# Peter Nyborg
Peter Nyborg (ur. 12 grudnia 1969 w Göteborgu) – szwedzki tenisista.

## Kariera tenisowa
W gronie zawodowców rywalizował od 1988 roku do 2003 roku. Swoje umiejętności skupił głównie na grze podwójnej, w której zwyciężył w 5 turniejach rangi ATP World Tour oraz osiągnął 6 finałów.
Najwyżej w rankingu ATP singlistów zajmował 166. miejsce (24 kwietnia 1989), a w klasyfikacji deblistów 38. pozycję (12 sierpnia 1996).

### Finały w turniejach ATP World Tour
| Legenda                                      |
| -------------------------------------------- |
| Wielki Szlem                                 |
| Igrzyska olimpijskie                         |
| Tennis Masters Cup / ATP Finals              |
| ATP Masters Series / ATP Tour Masters 1000   |
| ATP International Series Gold / ATP Tour 500 |
| ATP International Series / ATP Tour 250      |

#### Gra podwójna (5–6)
| Końcowy wynik | Nr | Data                | Turniej    | Nawierzchnia    | Partner          | Przeciwnicy                             | Wynik finału        |
| ------------- | -- | ------------------- | ---------- | --------------- | ---------------- | --------------------------------------- | ------------------- |
| Zwycięzca     | 1. | 25 kwietnia 1993    | Seul       | Twarda          | Jan Apell        | Neil Broad Gary Muller                  | 5:7, 7:6, 6:2       |
| Finalista     | 1. | 12 czerwca 1994     | Rosmalen   | Trawiasta       | Diego Nargiso    | Stephen Noteboom Fernon Wibier          | 3:6, 6:1, 6:7       |
| Zwycięzca     | 2. | 12 marca 1995       | Kopenhaga  | Dywanowa (hala) | Mark Keil        | Guillaume Raoux Greg Rusedski           | 6:7, 6:4, 7:6       |
| Finalista     | 2. | 1 października 1995 | Bazylea    | Twarda (hala)   | Mark Keil        | Cyril Suk Daniel Vacek                  | 6:3, 3:6, 3:6       |
| Finalista     | 3. | 18 lutego 1996      | Marsylia   | Twarda (hala)   | Marius Barnard   | Jean-Philippe Fleurian Guillaume Raoux  | 3:6, 2:6            |
| Finalista     | 4. | 24 marca 1996       | Petersburg | Dywanowa (hala) | Nicklas Kulti    | Jewgienij Kafielnikow Andriej Olchowski | 3:6, 4:6            |
| Finalista     | 5. | 14 lipca 1996       | Båstad     | Ceglana         | Joshua Eagle     | David Ekerot Jeff Tarango               | 4:6, 6:3, 4:6       |
| Zwycięzca     | 3. | 2 marca 1997        | Mediolan   | Dywanowa (hala) | Pablo Albano     | David Adams Andriej Olchowski           | 6:4, 7:6            |
| Finalista     | 6. | 15 listopada 1998   | Sztokholm  | Twarda (hala)   | Chris Haggard    | Nicklas Kulti Mikael Tillström          | 5:7, 6:3, 5:7       |
| Zwycięzca     | 4. | 1 sierpnia 1999     | Kitzbühel  | Ceglana         | Chris Haggard    | Álex Calatrava Dušan Vemić              | 6:3, 6:7(4), 7:6(4) |
| Zwycięzca     | 5. | 15 września 2002    | Bukareszt  | Ceglana         | Jens Knippschild | Emilio Benfele Álvarez Andrés Schneiter | 6:3, 6:3            |